# Rita Ferro
Rita Maria Roquette de Quadros Ferro, conhecida como Rita Ferro (Lisboa, 26 de fevereiro de 1955), é uma escritora portuguesa.

## Biografia
É filha do escritor e filósofo António Quadros e de sua mulher Paulina Roquette Ferro neta paterna da escritora Fernanda de Castro e do jornalista, escritor e político do Estado Novo António Ferro.
Estudou design no Instituto de Arte, Design e Empresa (IADE) não chegando a terminar o curso. Durante cerca de dez anos exerceu a função de copyrighter nas Selecções do Reader's Digest.
Autora de mais de 20 romances, iniciou a sua carreira literária em 1990, com a publicação do romance O Nó na Garganta. Seguiram-se os livros O Vestido de Lantejoulas (1991), O Vento e a Lua (1992) Uma Mulher Não Chora e Os filhos da mãe.
Somou também colaboração dispersa na imprensa, nomeadamente na revista LER e nos jornais Diário de Notícias e A Capital. A sua obra está publicada em Espanha, no Brasil e na Croácia. Miguel Real colocou Rita Ferro na categoria de Realismo Urbano Total, distinguindo-a da denominada Literatura Light.
Em 1994 apresentou, conjuntamente com Mário Zambujal, o programa "Quem conta um conto" na RTP2.
Está representada em algumas antologias, nomeadamente em O Mistério de Lisboa, selecção de textos de autores portugueses sobre Lisboa.
Em 2000 estreou em Valongo (Porto), a peça "O Menino dos Olhos Grandes", de Júnior Sampaio, a partir de crónicas de sua autoria. O romance Uma Mulher não Chora foi editado em 2002. Com a sua filha Marta Gautier lança o livro Desculpe lá, Mãe. Em conjunto com a sua irmã, Mafalda Ferro, elaborou a fotobiografia Retrato de Uma Família: Fernanda de Castro, António Ferro e António Quadros.
Em 2011 publicou o seu primeiro romance autobiográfico: A menina é filha de quem?, distinguido com o Prémio P.E.N. Clube Português de Novelística 2012.
Actualmente é convidada habitual do programa Conversa de Raparigas na Antena 3.

### Vida pessoal
Casou-se pela primeira vez aos 20 anos e divorciou-se 3 vezes. Tem 2 filhos Marta Gautier (nascida em 1976) e Salvador Martinha (nascido em 1983).

## Obras

### Romances
- O nó na garganta (Dom Quixote, 1990)
- O vestido de lantejoulas (Dom Quixote, 1991)
- O vento e a lua (Dom Quixote, 1992)
- Os filhos da mãe (Dom Quixote, 2000)
- A menina dança? (Dom Quixote, 2002)
- Uma mulher não chora (Dom Quixote, 2002)
- És Meu! (Dom Quixote, 2003)
- Não me contes o fim (Dom Quixote, 2005)
- Responde se és Homem (Dom Quixote, 2007)
- 13 gotas ao deitar (Oficina do Livro, 2009)
- 4 & 1 Quarto (Dom Quixote, 2009)
- Chocolate (2010)
- A menina é filha de quem? (Dom Quixote, 2011)
- Veneza pode esperar – Diário 1 (Dom Quixote, 2013) (ISBN 978-972-2054-06-5)
- A secretária de Sidónio Paes (Glaciar), 2014) (ISBN 978-989-8776-12-9)
- Só se morre uma vez – Diário 2 (Dom Quixote, 2015)
- Um amante no Porto (Dom Quixote, 2018)
- Os pássaros cantam em grego – Diário 3 (Dom Quixote, 2020)

### Crónicas
- Por Instinto (Editorial Notícias, 2000)
- Por tudo e por nada (Dom Quixote, 2002)
- Os cromos de Rita Ferro (Dom Quixote, 2003)
- Sexo na desportiva (Dom Quixote, 2007)

### Outras publicações
- Retrato de uma família, com Mafalda Ferro (1999)
- Desculpe lá, mãe!, com Marta Gautier (1998)
- Fotobiografia de Sebastião Alves, com Ana Vidal (2004)
- Querida menopausa, com Helena Sacadura Cabral (2005)
- As caras da Mãe (2006)
- 13 gotas ao deitar, em parceria com Alice Vieira, Catarina Fonseca, Leonor Xavier, Luísa Beltrão e Rosa Lobato de FariaFaria (2009)
- O Segredo de Chiffon (2013)
- António Ferro - Um Homem por Amar (2014)
- O Falcão e a Formiga (2018)
- Brevíssimo Dicionário dos Snobs: Lisboa, Cascais e muito mais (2022)

### Prémios
- PEN Novelística 2012 com o Romance A menina é Filha de quem?.